# La estación (canción)
«La estación» es el lado B del sencillo Japón. Esta canción es resultado del proceso de experimentación que tuvo Nacho cuando adquirió el sintetizador de Fairlight.
Es una canción con un sonido muy sintetizado, con cierto matiz de rock, en donde se le da preponderancia al sonido del bajo que se oye bastante marcado. Curiosamente, es una de las pocas canciones de todo el repertorio de Mecano que comienza en el intro con la voz de Ana Torroja cantando completamente a capella, y luego, unos segundos más tarde, es que comienza a sonar la música como tal.
La canción trata sobre un joven, aparentemente desempleado, cuyos padres piensan sacarlo de la casa para así poder alquilar su habitación. Esta canción también se hizo sonar mucho en la radio a pesar de que nunca fue propuesta como sencillo oficial.
En 1985 se realizaria un videoclip de la canción como parte de un programa especial titulado Video Mecano donde Ana Torroja viaja en los trenes ferrocarrileros de la Estación Buenavista en la Ciudad de México, dicho programa es producido por Televisa bajo la dirección del productor Luis de Llano Macedo.
En Internet solo se encuentra una versión corta del videoclip,  durando solo dos minutos de los 5 que tenía originalmente. 
Sobre la canción en sí, Nacho utiliza mucho lo de las segundas voces o voces de acompañamiento, sobre todo en los segmentos correspondientes a los estribillos de la canción. En éstos se puede apreciar la voz de Ana Torroja grabada varias veces cantando el mismo texto, pero en tonalidades de voz diferentes: desde un tono bastante grave, casi imperceptible, hasta tonos de voz muy agudos. La parte instrumental final de la canción, lo que se conoce como coda o outro, es sumamente larga, algo que también es muy típico en algunas canciones de Nacho Cano, como por ejemplo en los siguientes temas: "El mapa de tu corazón", "Japón", "Ay qué pesado" y "J.C.", que tienen un final musical algo largo, en comparación con otros temas compuestos por él mismo.
- Datos: Q5966600